# Semécourt
Semécourt ist eine französische Gemeinde mit 1023 Einwohnern (Stand 1. Januar 2022) im Département Moselle in der Region Grand Est (bis 2015 Lothringen). Sie gehört zum Arrondissement Metz.

## Geographie
Die Gemeinde Semécourt liegt neun Kilometer nördlich von Metz zwischen Moseltal und der Hügelkette Côtes de Moselle.

## Geschichte
Der Ort wurde nach einem Franken namens Sicmar benannt und liegt in der Nähe der historischen deutsch-französischen Sprachgrenze.  Die Ortschaft gehörte früher zum Bistum Metz. Ältere  Ortsbezeichnungen sind unter anderem Sesmeringas (857), Semaricurt (875), Semeiricicurtis (960), Symecourt (962), Semeicort (1301) und Semicuria (1544).
Das Gemeindewappen zeigt die Insignien der Abtei Sainte-Glossinde in Metz, der die Herrschaft über Semécourt gehörte.
Durch den Frankfurter Frieden vom 10. Mai 1871 kam die Region an das deutsche Reichsland Elsaß-Lothringen, und das Dorf wurde dem Landkreis Metz im Bezirk Lothringen zugeordnet.
Nach Beginn des Ersten Weltkrieges wurde ab dem 1. Juli 1915 Deutsch alleinige Amtssprache (in der Schule von Semécourt sprachen zu diesem Zeitpunkt 51 % aller Kinder nur französisch). Am 2. September 1915 wurde durch kaiserlichen Erlass die Umbenennung aller französischsprachigen Gemeinden im Reichsland Elsaß-Lothringen durch deutsch klingende Namen angeordnet. Am 7. Oktober 1915 wurde Semécourt in Sigmarshofen umbenannt.
Nach dem Ersten Weltkrieg musste die Region aufgrund der Bestimmungen des Versailler Vertrags 1919 an Frankreich abgetreten werden und wurde Teil des Département Moselle.
Im Zweiten Weltkrieg war die Region von der deutschen Wehrmacht besetzt. Ein  Großteil der französischsprachigen Einwohner des Dorfes wurde evakuiert. Im November 1944 wurde der Ort von den Westalliierten eingenommen und dabei zerstört.

### Bevölkerungsentwicklung
| Jahr      | 1962 | 1968 | 1975 | 1982 | 1990 | 1999 | 2007 | 2019 |
| Einwohner | 415  | 509  | 590  | 733  | 835  | 874  | 833  | 1021 |

## Belege
1. 1 2  Eugen H. Th. Huhn: Deutsch-Lothringen. Landes-, Volks- und Ortskunde, Stuttgart 1875, S. 277 (google.books.de).
2. ↑  Franz Xaver Kraus: Kunst und Alterthum in Elsass-Lothringen. Beschreibende Statistik. Band III: Kunst und Althertum in Lothringen, Friedrich Bull, Straßburg 1886, S. 925 (books.google.de).
3. ↑  Wappenbeschreibung auf genealogie-lorraine.fr (französisch)